# Andreas Grau

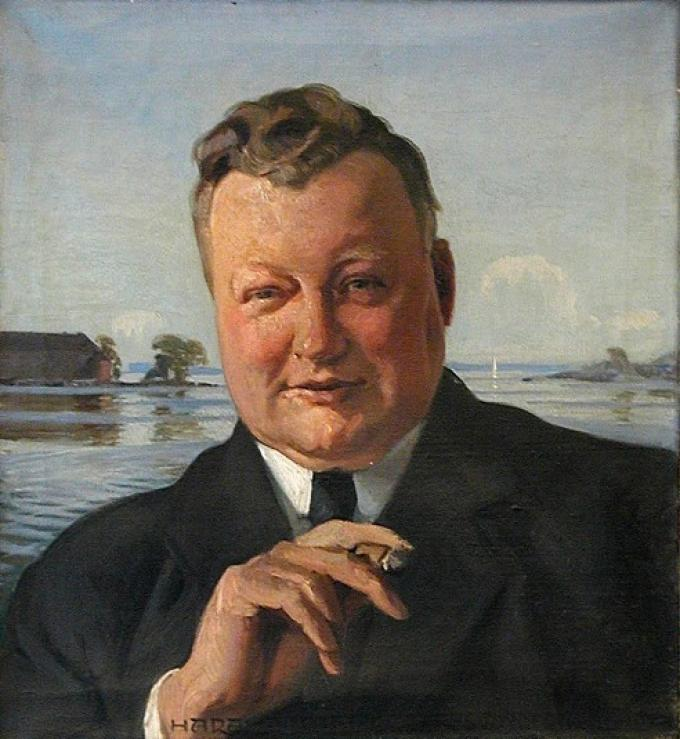
Andreas Grau malt af Harald Slott-Møller.

Andreas Christian Grau, född den 28 juni 1883 i Bro på Als, död den 5 juni 1935, var en dansk tidningsman och politiker.
Grau, som var av bondesläkt, började efter besök vid danska folkhögskolor ta livlig del i det nationella arbetet i Sønderjylland, blev medarbetare i Dybbølposten, som han från 1918 utgav i Sønderborg, och redigerade de nordslesvigska ungdomsföreningarnas tidning "Samvirke". Grau var efter tyska revolutionen 1918 en av ivrarna för Flensburgs och Mellanslesvigs förening med Danmark och deltog som representant för "Det mellemslesvigske Udvalg" i danska riksdagsdelegationens färd till fredskonferensen i Paris våren 1919. Han var mycket aktiv under kampanjen inför folkomröstningen.